# Seo Taiji and Boys
Seo Taiji and Boys (кор. 서태지와 아이들) — существовавшая в 1992—1996 годах южнокорейская группа, основанная певцом и музыкантом Чон Хёнчхолем (кор. 정현철) (Seo Taiji). Помимо Со Тхэджи в группе участвовали Ли Чжуно (кор. 이주노) и Ян Хён Сок (кор. 양현석). Группа исполняла музыку разных стилей от метала до хип-хопа.
Первый альбом группы под названием «Я знаю» (кор. 난 알아요 [нан араё]) вышел в 1992 году и сразу завоевал популярность в Южной Корее.
В 1993 году вышел второй альбом «Хаёга» (кор. 하여가), в котором первоначальная танцевальная направленность группы меняется в сторону более тяжёлой рок-музыки с видимым влиянием хэви-метала. В первой композиции альбома используется корейский национальный духовой инструмент тэпёнгсо.
В январе 1996 года группа объявила о прекращении своего существования и выпустила прощальный альбом-сборник хитов. В посвящении к альбому было написано: «Yes, it’s not over, our love will continue as '&', not the 'End'» (Нет, всё не закончилось, наша любовь будет и впредь как «и», а не «конец»,: игра слов на основе фонетической схожести английских слов 'and' и 'end').
В 2007 году компания Samsung выпустила эксклюзивную версию портативного мультимедийного проигрывателя P2 с автографом лидера группы.

## Награды
- 1996 — MTV MUSIC VIDEO Asian Viewer’s Choice Awards
- 1995 — золотая медаль за лучшую песню MBC
- 1993 — попадание в десятку лучших песен MBC
- 1993 — KBS Music Awards
- 1993 — 韩国映像音乐大奖
- 1993 — премия SBS в номинациях «композитор», «сюжет», «премия года», «выбор зрителей»
- 1992 — попадание в десятку самых популярных песен MBS
- 1992 — попадание в топ-15 лучших песен KBS
- 1992 — 韩国映像音乐大奖
- 1992 — премия SBS в номинациях «песня года» и «выбор зрителей»
- 1992 — TV频道年度明星大奖[2]